# Paul Fritsch
Paul Fritsch est un boxeur français né le 25 février 1901 à Paris 20e et mort le 22 septembre 1970 à Boulogne-Billancourt.

## Carrière

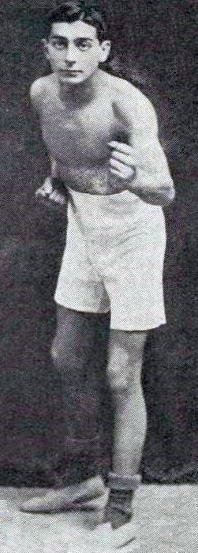
Paul Fritsch, champion olympique de boxe poids plumes aux Jeux olympiques de 1920.

Installé avec sa famille depuis 1904 à Belfort, il rejoint l'Union Sportive Belfortaine (USB, devenue association sportive municipale belfortaine en 1971) en 1916 . Le 11 mai 1920, il devient champion de Franche-Comté poids plumes à Besançon, ce qui lui permet de se qualifier pour les championnats de France. Dans la même catégorie, il remporte le titre national face à Jean Gachet, le 9 juin 1920. Ses performances nationales lui valent la qualification pour les jeux olympiques d'Anvers de la même année,. 
Lors de ces jeux olympiques, il s'illustre dans la catégorie poids plumes de boxe anglaise en remportant la médaille d'or face à son compatriote Jean Gachet,,. 
Premier champion olympique français de boxe anglaise, il fait partie des six athlètes tricolores médaillés d'or dans ce sport avec Jean Despeaux, Roger Michelot, Brahim Asloum, Estelle Mossely et Tony Yoka.

## Parcours aux Jeux olympiques
Jeux olympiques de 1920 à Anvers (poids plumes) :
- Bat George Etzell (États-Unis)
- Bat Paul Erdal par KO dans la troisième reprise (Norvège)[10]
- Bat Edoardo Garzena (Italie)
- Bat Jean Gachet (France)